# Paraboea clarkei
Paraboea clarkei är en tvåhjärtbladig växtart som beskrevs av Brian Laurence Burtt. Paraboea clarkei ingår i släktet Paraboea och familjen Gesneriaceae. Inga underarter finns listade i Catalogue of Life.